# 埃爾托山
46°02′24″N 10°11′42″E / 46.04000°N 10.19500°E

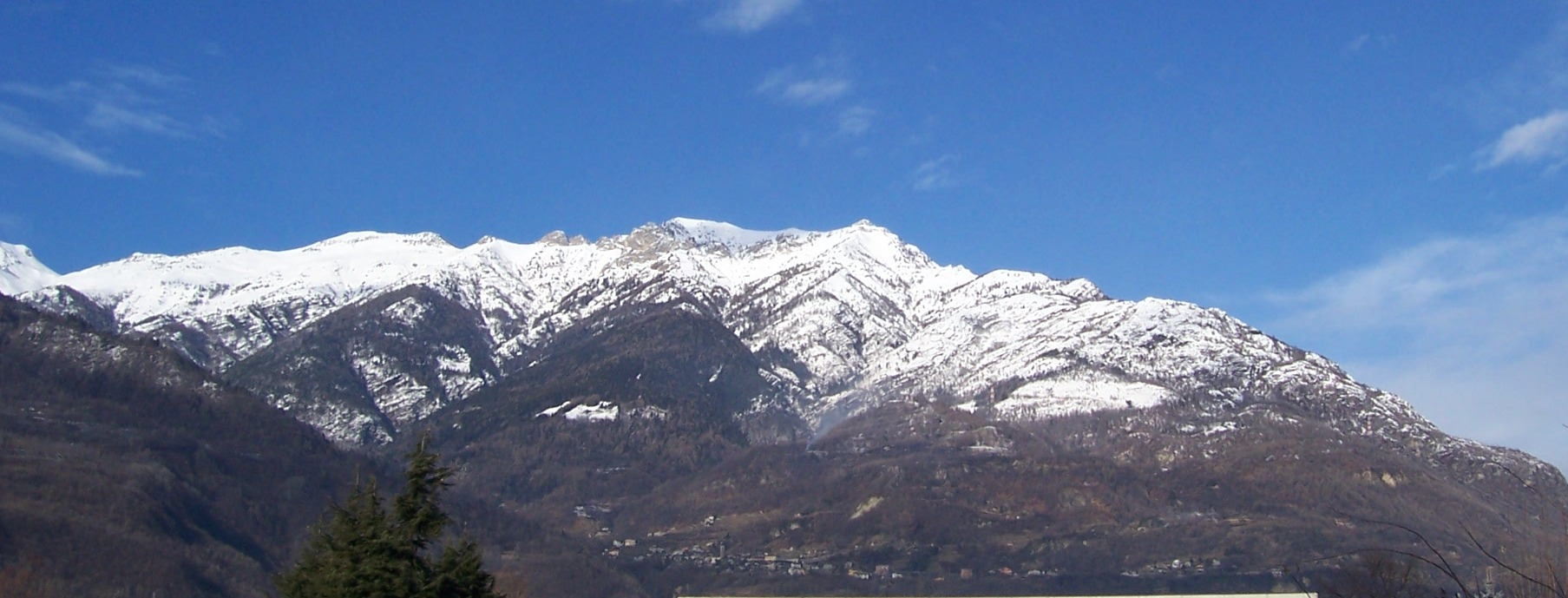

埃爾托山（義大利語：Monte Elto），是意大利的山峰，位於該國北部，由倫巴第大區負責管轄，屬於貝爾加莫阿爾卑斯山脈的一部分，該山峰海拔高度2,145米。